# James McLachlan (1852–1940)
James McLachlan (ur. 1 sierpnia 1852 w Argyll w Szkocji, zm. 21 listopada 1940 w Los Angeles) – amerykański polityk, członek Partii Republikańskiej.

## Działalność polityczna
W okresie od 4 marca 1895 do 3 marca 1897 przez jedną kadencję i ponownie od 4 marca 1901 do 3 marca 1903 przez jedną kadencję był przedstawicielem 6. okręgu, a od 4 marca 1903 do 3 marca 1911 przez cztery kadencje przedstawicielem 7. okręgu wyborczego w stanie Kalifornia w Izbie Reprezentantów Stanów Zjednoczonych.